# Casuarius
Casuarius es un género de aves Casuariiformes de la familia Casuariidae conocidas como casuarios. Está compuesto por tres especies que se distribuyen en Australia y Nueva Guinea. Son aves solitarias no voladoras y muy agresivas que viven en la selva lluviosa tropical, donde se alimentan de las frutas caídas, de algunos hongos y pequeños animales. Su plumaje negro está formado por cálamos ásperos, algunos de ellos terminan en filamentos como pelos. El cuello es de color azul y rojo (carúncula) y tienen una gran protuberancia ósea sobre la cabeza, llamada casco, que puede dar protección al ave en los momentos en que el animal se desplaza entre la densa vegetación de su hábitat, también puede usarlo como defensa en algún momento que se sienta amenazado. 
La hembra se puede aparear con varios machos, armando una nidada con cada uno de ellos. Ponen sus huevos en un lecho de hojas en el suelo boscoso. Los pichones son cuidados por los padres durante nueve meses. El macho se hace cargo de la incubación unos cincuenta y dos días, pero ambos progenitores cuidan a las crías.
Alrededor del 90 % de la dieta del casuario consiste en fruta, aunque todas las especies son omnívoros oportunistas, y toman una gama de otros alimentos vegetales, incluyendo brotes y semillas de hierba, además de hongos, invertebrados, huevos, carroña, peces y pequeños vertebrados como roedores, pequeños pájaros, ranas, lagartos y serpientes. Aunque todas las ratites pueden comer carne, los casuarios, por definición, son los más omnívoros y, por tanto, el ave omnívora más grande en la que la carne sigue formando una parte ínfima de su dieta. De hecho, aunque no son depredadores hipercarnívoros como las aves de presa, los casuarios, incluidos los juveniles, no son exigentes con la comida y están dispuestos a comer cualquier cosa que quepa en su boca. También tienen la dieta más variada en consumo de proteínas, en contraste con otras ratites como avestruces, donde la carne se utiliza en gran medida como sustituto en épocas duras y se limita a meros invertebrados y pequeños animales. Los casuarios desconfían mucho de los humanos. Si se les provoca, son capaces de infligir heridas graves, incluso mortales, tanto a perros como a personas. El casuario ha sido etiquetado a menudo como "el pájaro más peligroso del mundo".

## Taxonomía, sistemática y evolución
El género Casuarius fue erigido por el científico francés Mathurin Jacques Brisson en su Ornithologie publicado en 1760. La especie tipo es el casuario del sur (Casuarius casuarius). El naturalista sueco Carl Linnaeus había introducido el género Casuarius en la sexta edición de su Systema Naturae publicada en 1748, pero Linneo abandonó el género en la importante décima edición de 1758 y puso al casuario del sur junto con el avestruz común y el ñandú en el género Struthio. Como la fecha de publicación de la sexta edición de Linnaeus fue anterior al punto de partida de 1758 de la Comisión Internacional de Nomenclatura Zoológica, Brisson, y no Linneo, es considerado la autoridad para el género.
Los casuarios (del en malayo: kasuari) forman parte del grupo de los ratites, que también incluye a los emúes, rheas, avestruces y kiwi, así como a los extintos Dinornithidaes y pájaros elefantes. Estas especies están reconocidas:
La mayoría de las autoridades consideran que la clasificación taxonómica anterior es monotípica, pero se han descrito varias subespecies de cada una, y algunos de ellos incluso se han sugerido como especies separadas, por ejemplo, C. (b) papuanus. El nombre taxonómico C. (b) papuanus también puede necesitar una revisión a Casuarius (bennetti) westermanni.. La validación de estas subespecies ha resultado difícil debido a las variaciones individuales, las variaciones relacionadas con la edad, la escasez de especímenes, la estabilidad de los especímenes (la piel brillante de la cabeza y el cuello -la base de la descripción de varias subespecies- se desvanece en los especímenes) y la práctica del comercio de casuarios vivos durante miles de años, algunos de los cuales es probable que se hayan escapado o hayan sido deliberadamente introducidas en regiones alejadas de su origen.
La historia evolutiva de los casuarios, como la de todas las ratites, no se conoce bien. Las pruebas genéticas sugieren que sus parientes vivos más cercanos son los emúes, y que el casuario enano está más emparentado con el casuario del norte que cualquiera de los dos con el casuario del sur.  Se ha descrito una especie fósil de Australia, pero por razones de biogeografía, esta asignación no es segura, y podría pertenecer al prehistórico Emuarius, que era un género de emúes primitivos parecidos a las casuarias.

## Descripción

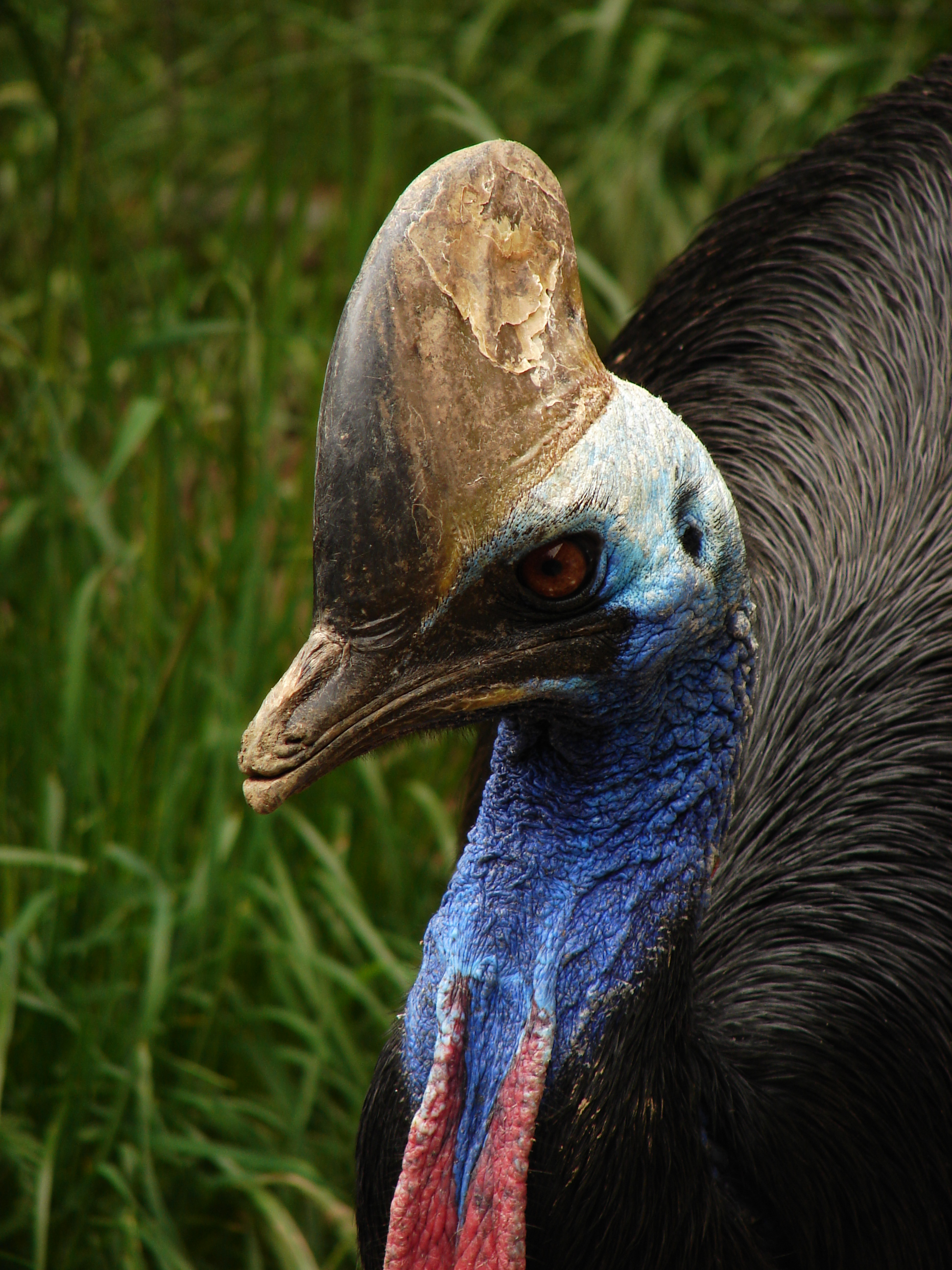
Un primer plano de la cabeza de un casuario del sur

Normalmente, todos los casuarios son aves tímidas que se encuentran en la selva profunda. Son expertos en desaparecer mucho antes de que un humano sepa que están allí. El casuario meridional de la selva tropical del extremo norte de Queensland no está bien estudiado, y los casuarios del norte y enanos aún menos. Las hembras son más grandes y de colores más vivos que los machos. Los casuarios del sur adultos miden de 1,5 a 1,8 m de altura, aunque algunas hembras pueden alcanzar los 2 m, y pesan 58,5 kilogramos (130 lb). Sin embargo, no es raro ver hembras excepcionalmente grandes que superan los 70 kilogramos (150 lb), siendo el máximo registrado un  casuario del sur de 85 kg (187,4 lb) y 1,9 m de altura.

## Modo de vida

### Comportamiento
Los casuarios son aves tímidas que viven en lo más profundo de la selva y suelen alejarse antes de que un humano se percate de su presencia. Debido a su estilo de vida reservado, los casuarios no están suficientemente estudiados. Son crepusculares y nocturnos, con picos de actividad al amanecer y al atardecer. Durante el día descansan de forma sedentaria. Pasan la mayor parte de su tiempo buscando comida. Al hacerlo, abren caminos a través de la maleza, que luego utilizan una y otra vez.
Aparte de la época de cría, los casuarios son animales solitarios y territoriales. Los casuarios emiten sonidos de baja frecuencia, hasta 23 Hz, que pueden ser utilizados para comunicarse. Los sonidos de baja frecuencia no se amortiguan ni siquiera a larga distancia, por lo que serían un medio de comunicación adecuado en la selva densa. El casco puede ser adecuado para captar esos sonidos bajos. Sin embargo, en la actualidad, la función del casco y la comunicación intraespecífica de los casuarios no están suficientemente estudiadas para sacar conclusiones definitivas.
Especialmente cuando los casuarios tienen crías o se sienten acorralados, pueden reaccionar de forma extremadamente agresiva. Un ataque suele ir precedido de gestos amenazantes en los que las plumas se levantan y la cabeza se inclina hacia el suelo, el cuello se hincha y el cuerpo empieza a temblar. Si se produce un ataque, el casuario patea con ambas patas al mismo tiempo. La garra, parecida a una daga, puede causar las heridas más graves; incluso se han producido muertes, pero son raras.

### Reproducción

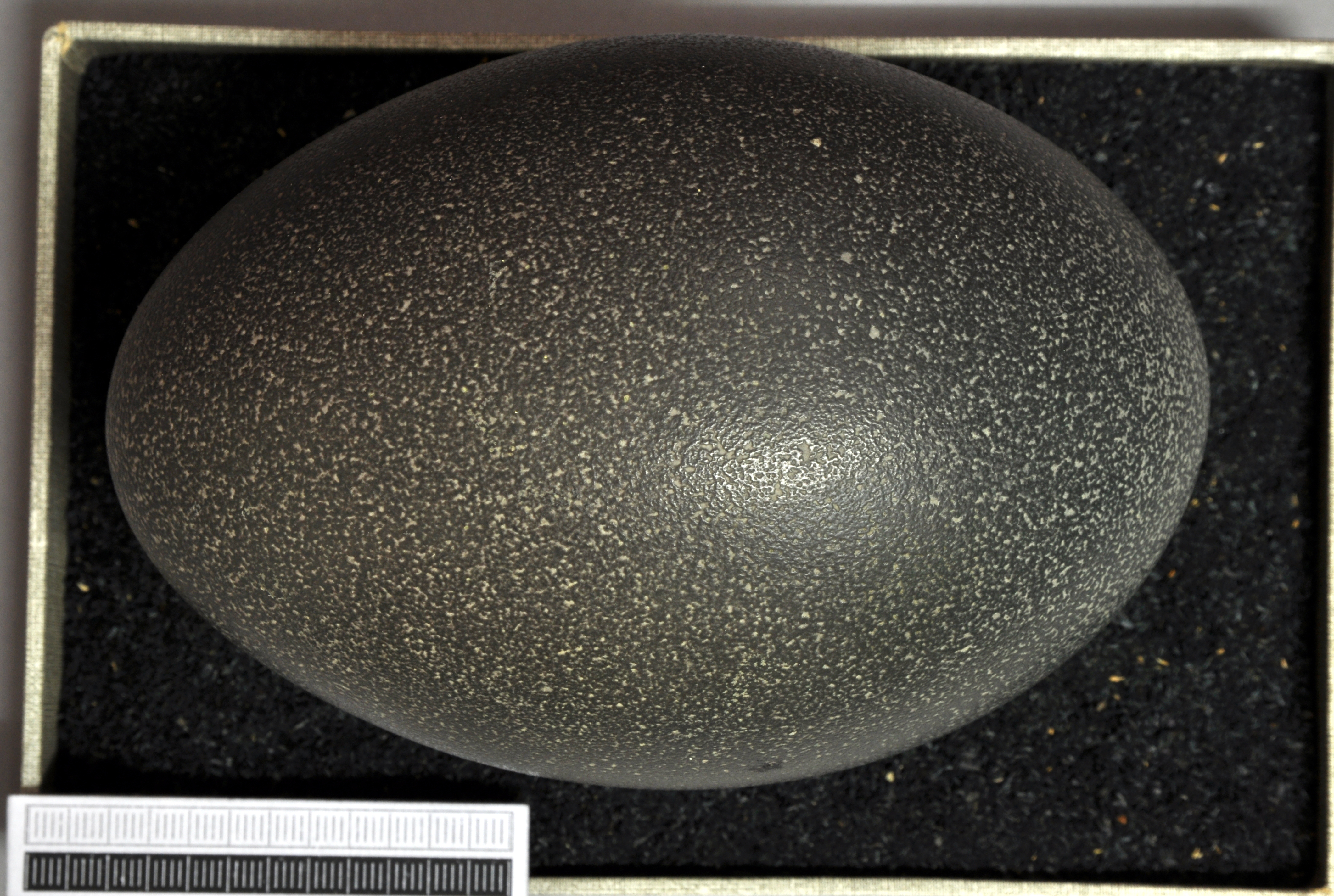
Huevo, colección del museo de Wiesbaden.

Se desconoce el periodo reproductivo exacto de cada especie. La mayoría de las poblaciones parecen criar entre junio y octubre, pero se han encontrado aves reproductoras en cualquier momento del año. Los machos vigilan un territorio de uno a cinco km2. Cuando una hembra entra en el territorio, el macho comienza el cortejo. El plumaje se erige y la hembra se rodea lentamente; el cuello se infla, brillando con especial intensidad, y se emite un "buu-buu-buu" apagado.
Tras el apareamiento, la pareja permanece junta durante unas semanas. La hembra pone de tres a cinco huevos en un nido preparado por el macho. Los huevos son bastante grandes y pueden pesar hasta 650 g. Tras la puesta, la hembra abandona el nido. A menudo va al territorio de otro macho para aparearse con él. El macho se queda solo con la nidada y se encarga de la cría y de la crianza.
Después de 49 a 56 días de incubación las crías salen del cascarón. Llevan un plumaje marrón claro con rayas más oscuras a lo largo del cuerpo. Las crías pueden correr a las pocas horas de nacer y seguir a su padre durante unos nueve meses. Antes de cumplir medio año, se ponen el vestido juvenil marrón liso; más o menos al mismo tiempo, el casco empieza a ser visible. Durante su segundo año de vida, los casuarios adoptan gradualmente la apariencia de aves adultas y alcanzan su tamaño. A los tres años y medio, los casuarios son sexualmente maduros.
Se sabe poco sobre la duración potencial de la vida. Las estimaciones oscilan entre los doce y los diecinueve años en la naturaleza. En cautiverio, sin embargo, los casuarios han alcanzado una edad de 40 años.

### Dieta
Los casuarios se alimentan principalmente de fruta, que recogen del suelo o arrancan de las ramas inferiores. También comen setas, insectos, ranas, serpientes y otros pequeños animales. Al igual que otras ratites, los casuarios tragan piedras, que sirven como gastrolitos en el estómago para descomponer los alimentos. Beben regularmente; el agua suele ser abundante en sus hábitats.

### Depredadores
Los casuarios de Nueva Guinea no tienen depredadores naturales.

## Distribución y hábitat
Los casuarios viven en la bosques tropicales de Nueva Guinea y Queensland. Nueva Guinea es la principal área de distribución. Las tres especies habitan en hábitats similares, pero suelen evitar encontrarse porque prefieren altitudes diferentes. Así, el casuario de un solo lóbulo vive principalmente en los bosques de tierras bajas, el casuario de casco en altitudes medias y el casuario de Bennett en los bosques húmedos de montaña. Sin embargo, los hábitats se solapan y no hay líneas divisorias claras; en las zonas en las que no se dan las otras especies, el casuario de Bennett también desciende al nivel del mar. Como dependen de la fruta durante todo el año, sólo pueden sobrevivir en grandes bosques que tengan una gran diversidad de especies.
Australia también parece haber estado habitada por casuarios en el Pleistoceno. En la actualidad, sólo el casuario con casco vive en la península del Cabo York en el norte de Queensland. También aquí los casuarios son puros habitantes de los bosques; el hecho de que se les vea ocasionalmente en los campos se debe a que la creciente destrucción de los bosques les obliga a atravesar esas zonas abiertas.
Además, los casuarios viven en algunas de las islas vecinas de Nueva Guinea: el casuario de casco en Seram y las Islas Aru, el casuario de Bennett en Nueva Bretaña y Yapen, y el casuario de un solo lóbulo en Yapen y Salawati. Sin embargo, no está claro si éstas eran originarias de allí o si su aparición es el resultado del comercio de aves jóvenes por parte de los habitantes de Nueva Guinea.

## Sistemática y evolución
Mientras que las relaciones filogenéticas del resto de los paleognatos no han sido aún aclaradas, tanto los estudios moleculares como morfológicos coinciden en que los casuarios forman un clado con los emúes. Por otra parte, la posición de este grupo con respecto a los otros paleognatos varía según los estudios de datos moleculares (los cuales establecen al clado como el grupo hermano de los kiwis) y morfológicos.
- Casuarius Brisson, 1760
  - Casuarius casuarius (Linnaeus), 1758
  - Casuarius bennetti Gould, 1858
  - Casuarius unappendiculatus Blyth, 1860
  - Casuarius lydekkeri[24] Rothschild, 1911 †